# ウィリス・タワー

主要な超高層ビルの比較：左からブルジュ・ハリファ、ウィリス・タワー、台北101、ペトロナスツインタワー、エンパイアステートビルディング

ウィリス・タワー（英語: Willis Tower）は、アメリカ合衆国イリノイ州シカゴ（北緯41度52分44秒 西経87度38分9秒 / 北緯41.87889度 西経87.63583度）にある、シカゴで最も高く、アメリカで2番目に高い超高層ビルである。2013年に1 ワールドトレードセンターにその座を明け渡すまで、アメリカで最高層のビルだった。以前のビル名はシアーズ・タワー（英語: Sears Tower）であったが、イギリス系保険関連企業のウィリス・グループ・ホールディングスが命名権を取得し、2009年7月に現在のものに改称された。

## 概要
屋根部分の高さ442 m（アンテナ含：527 m）、110階建ての威容は、1973年の完成当時は世界一の高さを誇り、2019年にセントラル・パーク・タワーに超されるまで屋根部分のみならアメリカおよび西半球で最も高いビルだった。
設計は著名な建築設計事務所であるスキッドモア・オーウィングズ・アンド・メリル (SOM) の構造技術者、ファズラー・ラーマン・カーン（Fazlur Rahman Khan、1929年ダッカ生まれのバングラデシュ系アメリカ人）。鉄骨構造で外壁は黒のアルミ枠にブロンズガラスで構成されたカーテンウォールとなっている。高さが違う9本の四角柱を3×3に組み合わせたような形状をしている。
103階には展望室「スカイデッキ・シカゴ」(Skydeck Chicago) があり、エレベーターに乗れば、1分足らずで360度の大パノラマを楽しむことができる。2009年7月より、103階展望室の西側外面に、床を含めて全面ガラス張りの展望台「ザ・レッジ」(The Ledge) が設置、公開されている。

## 名称

### シアーズ・タワー
1973年 - 2009年。シアーズはかつては世界最大の百貨店であり、その本社ビルとして建設されたシアーズ・タワーは同社の繁栄の象徴であった。後に同社は事業拡大の失敗等により経営不振に陥り、1994年にシアーズ・タワーは売却された。シアーズの命名権自体は2003年に消滅していたが、その後もビルの名称は変更されずに残され、シカゴダウンタウンのランドマークの名称として地元民・観光客に親しまれていた。

## ギャラリー

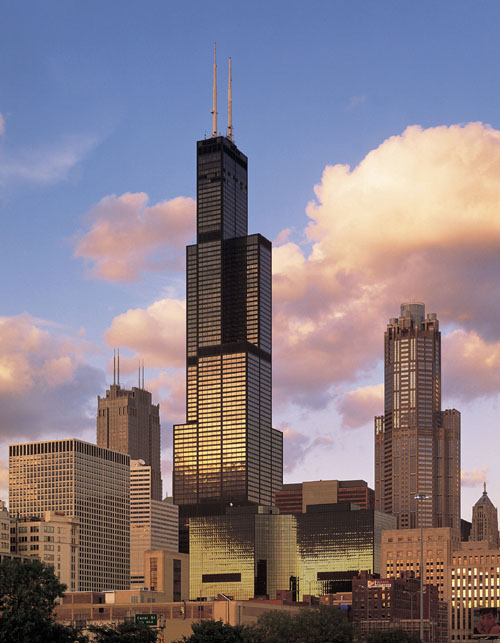
ミシガン湖から望む日没時のウィリス・タワー
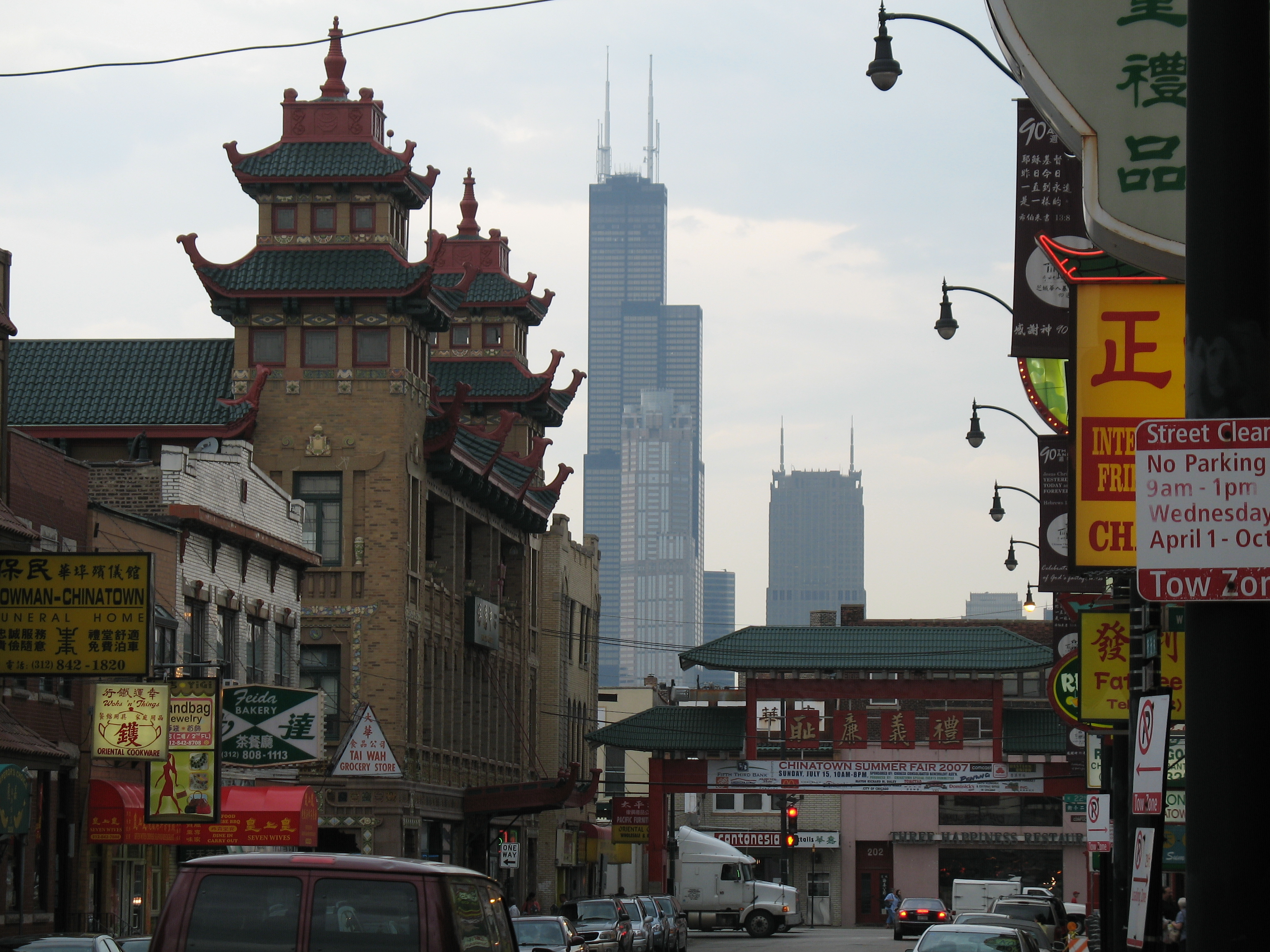
シカゴ中華街から望むウィリス・タワー
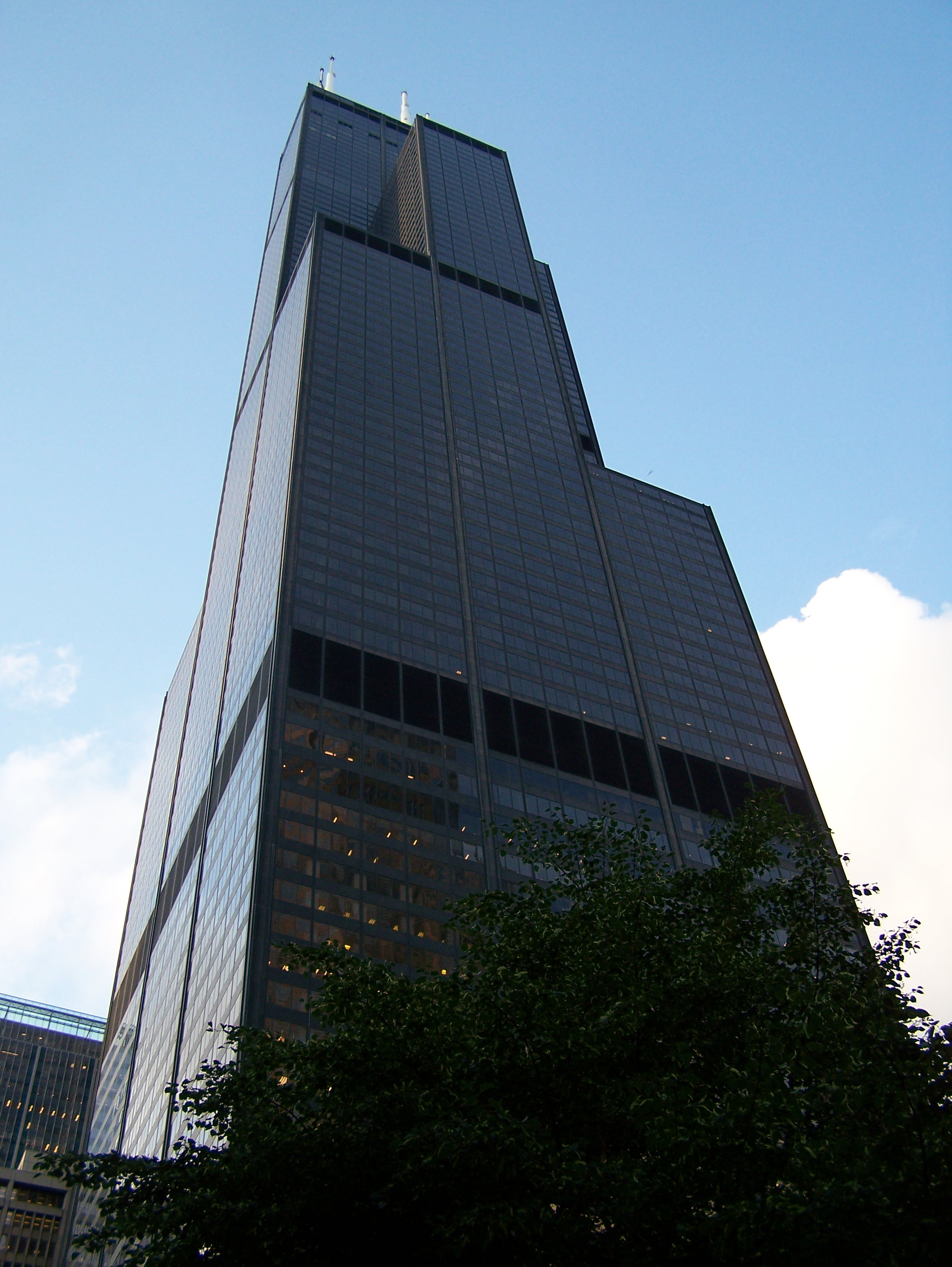
Wacker Drive（南西方向）から望むウィリス・タワー
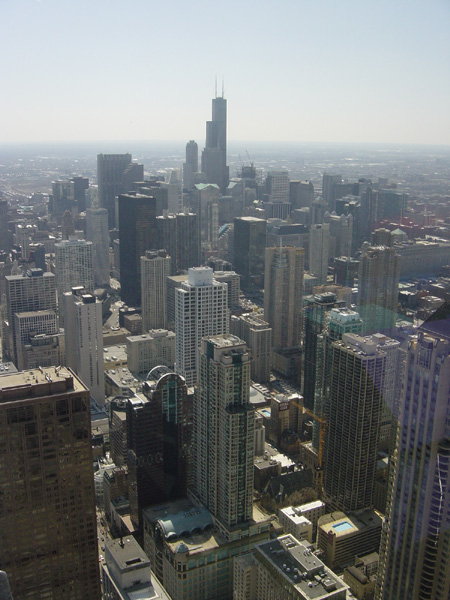
ジョン・ハンコック・センター展望室から望むウィリス・タワー
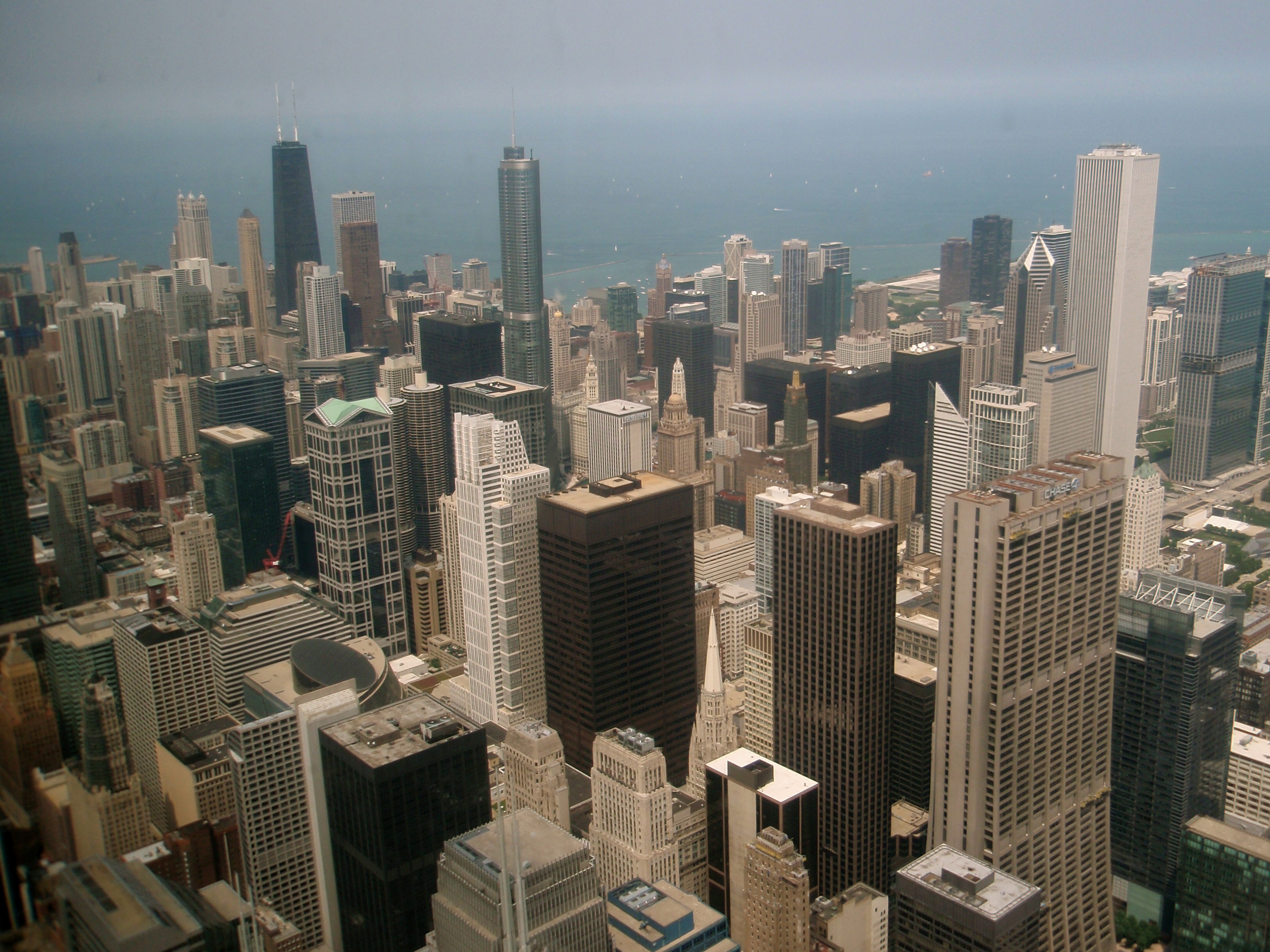
スカイデッキ（ウィリス・タワー展望室）から北東方向の眺望
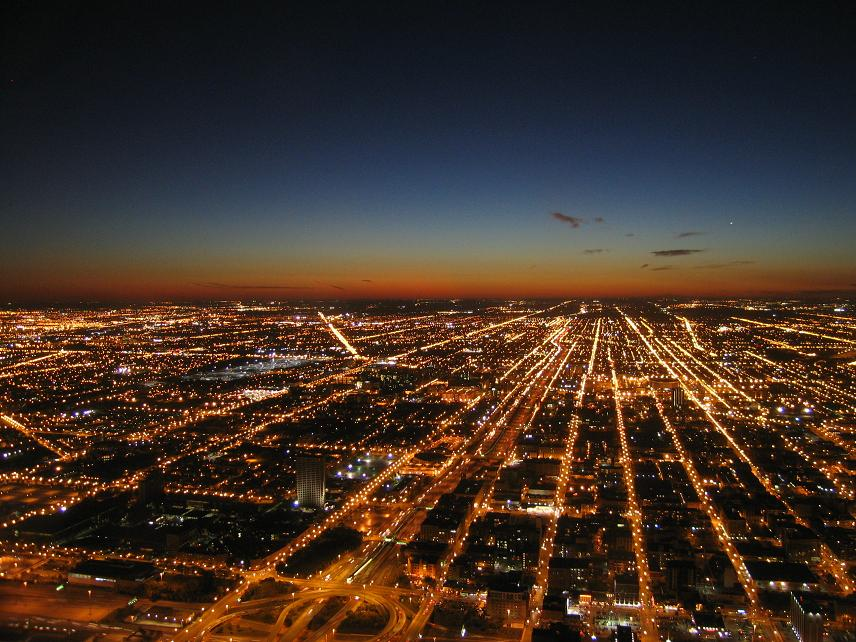
スカイデッキから西方向の眺望
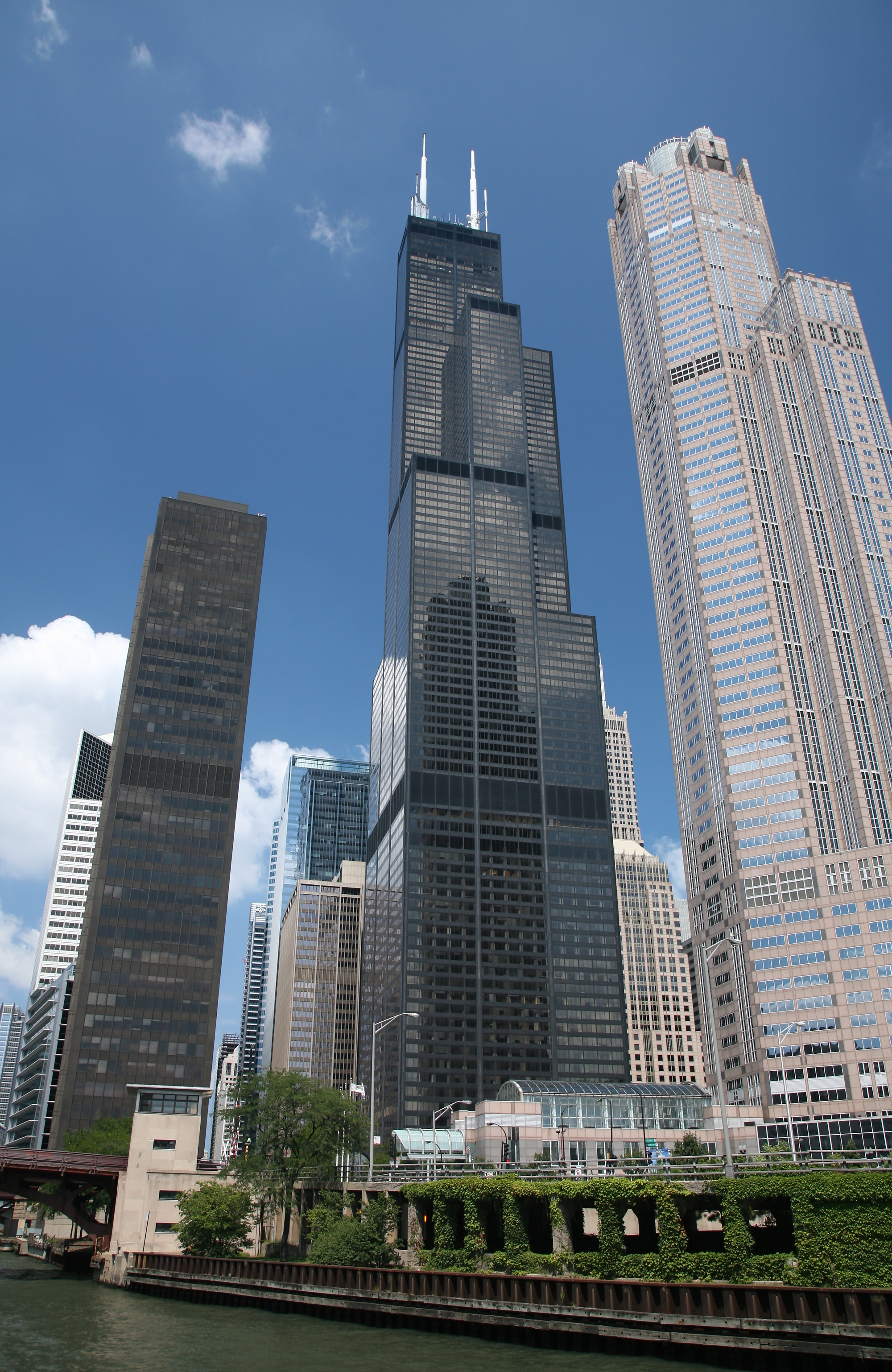
シカゴ川から望むウィリス・タワー
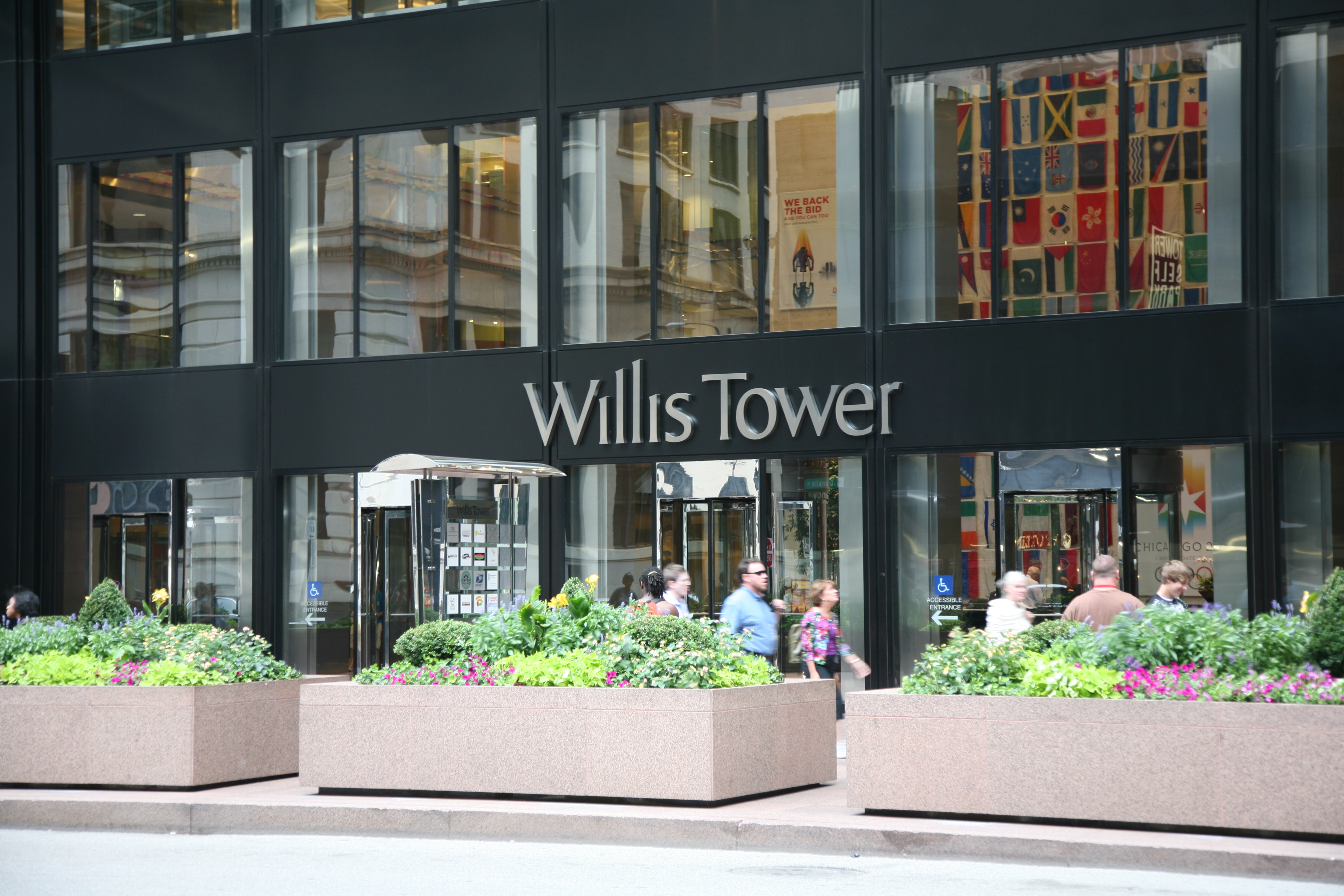
ウィリス・タワーの入口